# Webber (producent muzyczny)
Webber, właśc. Andrzej Marek Mikosz (ur. 1980) – polski muzyk, kompozytor, producent muzyczny i inżynier dźwięku działający głównie w gatunku hip-hop.
Współtworzy duet wraz z raperem Łoną, współpracował także z wykonawcami, takimi jak: Eldo, Ośka, Pezet, Flexxip, Ten Typ Mes, Fisz, Emade, Dawid Podsiadło i Otsochodzi. 
Napisał muzykę do spektakli teatralnych, m.in. Bal Manekinów i Tschick (dla Teatru Polskiego w Szczecinie) oraz musicalu 1989 (koprodukcja Teatru im. Juliusza Słowackiego w Krakowie i Gdańskiego Teatru Szekspirowskiego). Napisał muzykę również do krótkometrażowego filmu Karoliny Gołębiowskiej Bajka o początku (2023). 
Został sklasyfikowany na piątym miejscu w rankingu 20 najlepszych polskich producentów hip-hopowych według czasopisma „Machina”. W 2013 został wyróżniony Nagrodą Artystyczną Miasta Szczecin, a w 2020 – tytułem Ambasadora Szczecina.

## Dyskografia
Albumy
| Absurd i nonsens (oraz Łona)   | - Data: 23 marca 2007 - Wydawca: Asfalt Records            | 9  |                 |                    |
| Insert EP (oraz Łona)          | - Data: 20 czerwca 2008 - Wytwórnia: Asfalt Records        | –  |                 |                    |
| Cztery i pół (oraz Łona)       | - Data: 30 września 2011 - Wytwórnia: Dobrzewiesz Nagrania | 3  | - POL: 15 tys.+ | - POL: złota płyta |
| Łona, Webber & The Pimps w S-1 | - Data: 11 czerwca 2013 - Wytwórnia: Dobrzewiesz Nagrania  | 24 |                 |                    |
| Nawiasem mówiąc (oraz Łona)    | - Data: 22 kwietnia 2016 - Wydawca: Dobrzewiesz Nagrania   | 2  | - POL: 15 tys.+ | - POL: złota płyta |
| Śpiewnik domowy EP (oraz Łona) | - Data: 17 kwietnia 2020 - Wydawca: Dobrzewiesz Nagrania   | 1  |                 |                    |
| „–” album nie był notowany.    |                                                            |    |                 |                    |

Single
| „Miej wątpliwość” (oraz Łona) | 2007 | 25 | –  | –  | Absurd i nonsens |
| "Nie ma nas" (oraz Łona; Daniel Drumz Remix)                                                                                         | 2013 | –  | –  | –  | –                |
| "Wyślij sobie pocztówkę" (oraz Łona)                                                                                                 | 2014 | 19 | 30 | 14 | –                |
| "Nie mam pojęcia" (oraz Łona) | 2016 | 42 | –  | –  | Nawiasem mówiąc  |
| "Stop, Nadiu" (oraz Łona) | 2020 | –  | –  | –  | Śpiewnik domowy  |
| "Danuta odbiera Nobla- 1989 Musical" (Karolina Kazoń, Dominika Feiglewicz, Karolina Kamińska, Julia Latosińska, Małgorzata Majerska) | 2024 |    |    |    |                  |
| „–” singel nie był notowany. |      |    |    |    |                  |

Inne notowane utwory
| Tytuł                           | Rok  | Pozycja na liście | Album        |
| Tytuł                           | Rok  | SLiP              | Album        |
| ------------------------------- | ---- | ----------------- | ------------ |
| „Nie pytaj nas” (oraz Łona)     | 2011 | 25                | Cztery i pół |
| „To nic nie znaczy” (oraz Łona) | 2011 | 20                | Cztery i pół |
| „Nocny ekspres” (oraz Łona)     | 2012 | 24                | Cztery i pół |
| „Kaloryfer” (oraz Łona)         | 2012 | 29                | Cztery i pół |

## Teledyski
| Tytuł                                   | Rok  | Reżyseria/Realizacja                                    | Album                          | Źródło                |
| --------------------------------------- | ---- | ------------------------------------------------------- | ------------------------------ | --------------------- |
| "Mędrcy z kosmosu" (oraz Eldo)          | 2004 | Mikołaj Bugajak                                         | "Eternia"                      | [ potrzebny przypis ] |
| „Miej wątpliwość” (oraz Łona)           | 2007 | Mikołaj Bugajak, Michał Dąbal                           | Absurd i nonsens               | [ 27 ]                |
| „Bumbox” (oraz Łona)                    | 2009 | Black Solid Pictures                                    | Insert EP                      | [ 28 ]                |
| „Nie pytaj nas” (oraz Łona)             | 2011 | Remigiusz Pilawka, Black Solid Pictures                 | Cztery i pół                   | [ 29 ]                |
| „To nic nie znaczy” (oraz Łona)         | 2011 | Adam „Łona” Zieliński, Andrzej „Webber” Mikosz          | Cztery i pół                   | [ 30 ]                |
| „Kaloryfer” (oraz Łona)                 | 2011 | Krzysztof Kiziewicz, Remigiusz Pilawka, Sebastian Mucha | Cztery i pół                   | [ 31 ]                |
| „Wyślij sobie pocztówkę” (oraz Łona)    | 2014 | Adam „Łona” Zieliński, Sebastian Mucha                  | Wyślij sobie pocztówkę         | [ 32 ]                |
| „Patrz szerzej” (oraz Łona & The Pimps) | 2014 | Artur Bursakowski                                       | Łona, Webber & The Pimps w S-1 | [ 33 ]                |
| „Nie mam pojęcia” (oraz Łona)           | 2016 | Adam „Łona” Zieliński                                   | Nawiasem mówiąc                | [ 34 ]                |
| „Błąd” (oraz Łona)                      | 2016 | Adam „Łona” Zieliński, Joanna Trela-Zielińska           | Nawiasem mówiąc                | [ 35 ]                |